# ساندا توما (قایقران روئینگ)
ساندا توما (انگلیسی: Sanda Toma؛ زادهٔ ۲۴ فوریه ۱۹۵۶) قایقران روئینگ اهل رومانی بود.
وی در مسابقات کشوری و بین‌المللی در مجموع برندهٔ ۳ مدال طلا شده‌است.